# Lidzbark
Lidzbark (în germană Lautenburg) este un oraș în Polonia.